# Acherosoma falsum
Acherosoma falsum är en mångfotingart som beskrevs av Pius Strasser 1971. Acherosoma falsum ingår i släktet Acherosoma och familjen Haasiidae. Inga underarter finns listade i Catalogue of Life.